# Hérépian
Hérépian é uma comuna francesa na região administrativa de Occitânia, no departamento de Hérault. Estende-se por uma área de 8,77 km². Em 2010 a comuna tinha 1 548 habitantes (densidade: 176,5 hab./km²).